# Brennero (serie televisiva)
Brennero è una serie televisiva italiana diretta da Davide Marengo e Giuseppe Bonito, trasmessa in prima visione su Rai 1 dal 16 settembre al 7 ottobre 2024, con protagonisti Elena Radonicich e Matteo Martari.
È ispirata alla cosiddetta Notte dei fuochi, tra l'11 e il 12 giugno 1961, quando un gruppo di terroristi altoatesini, aderenti al Befreiungsausschuss Südtirol, compirono numerosi attentati dinamitardi per ottenere la riannessione della regione italiana del Südtirol al Tirolo austriaco.

## Trama
Provincia di Bolzano. Il rinvenimento di un cadavere obbliga la PM di cultura tedesca Eva Kofler a lavorare insieme a Paolo Costa, un ispettore di origini italiane nato e cresciuto in città. Si ritiene essere il settimo omicidio compiuto da un serial killer noto come "il Mostro di Bolzano"; tutte le precedenti vittime erano di madrelingua tedesca, prese di mira in quanto accusate di discriminazione verso i cittadini di madrelingua italiana.
Tre anni prima, cercando di catturare l'assassino, Paolo ha perso una gamba e Giovanna, la sua compagna e collega: trovare il responsabile diventa per lui sia un'ossessione che una questione personale. Invece Eva desidera dimostrarsi all’altezza di suo padre Gerhard, che ora è in pensione e malato di Alzheimer ma prima era alla guida della procura di Bolzano; neanche l'uomo – che è riuscito a risolvere quasi tutti i casi – è venuto a capo della questione.
Nonostante un inizio burrascoso, Eva e Paolo diventano presto una solidissima coppia di investigatori riuscendo a risolvere il caso del Mostro, a superare le reciproche ossessioni e a guarire dalle loro apparentemente insanabili ferite interiori.

## Episodi
| Stagione       | Episodi | Prima TV |
| -------------- | ------- | -------- |
| Prima stagione | 8       | 2024     |

## Personaggi e interpreti

### Personaggi principali
- Eva Kofler, interpretata da Elena Radonicich. È il pubblico ministero di cultura tedesca.
- Paolo Costa, interpretato da Matteo Martari. È l'ispettore di origini italiane.
- Gerhard Kofler, interpretato da Richard Sammel. È il padre di Eva ed ex procuratore capo che aveva indagato a lungo sul Mostro.
- Andreas Muller, interpretato da Giovanni Carta. È il prefetto di Bolzano nonché il marito di Eva.
- Michela Rossi, interpretata da Lavinia Longhi. È la compagna di Costa nonché la sua fisioterapista.
- "Il Mostro" / Mauro Battisti / Helmuth Fischer, interpretato da Paolo Briguglia.
- Cecilia Martini, interpretata da Lia Greco. È la segretaria di Eva.
- Luisa Lopez, interpretata da Anita Zagaria. È il procuratore capo.
- Lena Pilcher, interpretata da Katja Lechthaler. È una poliziotta che collabora con la  Procura.
- Tommaso Rossi, interpretato da Luka Zunic. È il figlio di Michela che aiuta Paolo con la riabilitazione ed è un giocatore di hockey su ghiaccio.
- Mathilde Comi, interpretata da Sinéad Thornhill. È una pittrice che incuriosisce Eva.

### Personaggi secondari
- Clara Bauer, interpretata da Laura Riccioli. È una collega rivale di Eva.
- Dottoressa Majore, interpretata da Laura Serena. È la dottoressa che diagnostica l'alzheimer al padre di Eva.
- Klaus Berger, interpretato da Georg Kaser. È un vigile del fuoco ucciso presumibilmente dal Mostro.
- Sorella di Berger, interpretata da Jessica Piccolo Valerani.
- Marta, interpretata da Caterina Casini. È la madre di Giovanna Ferrari e proprietaria di un bar.
- Giovanna Ferrari, interpretata da Naike Anna Silipo. È la collega e compagna di Paolo Costa morta dopo essere finita fuori strada mentre stavano inseguendo il Mostro.
- Comandante Pedrotti, interpretato da Fulvio Falzarano. È il capo dei vigili del fuoco.
- Giacomo Prati, interpretato da Paolo Romano. È una vittima di un agguato ed è un vigile del fuoco.
- Martin, interpretato da Rimau Ritzberger Grillo. È il ragazzo di Mathilde.
- Conte Peter Reiderstahl, interpretato da Ralph Palka. È un collezionista di quadri che entra in conflitto con Matilde.
- Letizia, interpretata da Roberta Rovelli. È la gallerista che ha messo su una truffa di quadri falsi.
- Sonia Mahr, interpretata da Verena Buss. È un'anziana donna che dalla relazione con il tenente Pace aveva avuto un bambino, il Mostro.
- Eriberto Villa, interpretato da Maurizio Tabani. È un vecchio collega del tenente Pace.
- Corinne Fischer, interpretata da Karolina Porcari. È la compagna del Mostro.
- Dottor Lojacono, interpretato da Bruno De Stephanis. È un medico che ha fatto fortuna dopo la morte del tenente Pace.
- Matteo Bendotti, interpretato da Nicolai Bosca. È un amico di Tommaso che muore in ospedale dopo un incidente.
- Sergio, interpretato da Marcos Piacentini. È un amico di Matteo e Tommaso.
- Franco Venturi, interpretato da Ennio Coltorti. È l'avvocato di Miran Rainer nonché marito di Luisa Lopez.
- Direttrice del motel austriaco, interpretata da Eva Kuen.
- Renato Bendotti, interpretato da Lucio De Francesco. È il padre di Matteo.
- Miran Rainer, interpretato da Matthias Candela. È il ragazzo che aggredisce Matteo Bendotti.
- Emanuele Capicchi, interpretato da Alex Cendron. È l'allenatore di hockey su ghiaccio.
- Direttore del carcere, interpretato da Angelo Tanzi.
- Medico legale, interpretata da Marisa Grimaldo. È la dottoressa che analizza il cadavere del professor Agosti.
- Angela Agosti, interpretata da Enrica Rosso. È la vedova di Peter Agosti.
- Lucas, interpretato da Günter Götsch. È l'autista del prefetto Muller.
- Patricia Weber, interpretata da Alena von Aufschnaiter. È una escort che doveva incastrare Agosti nonché figlia di Lucas.
- Martino e Ingrid Faggio, interpretati da Riccardo Angelini ed Erica Zambelli. Sono i genitori di un bambino gravemente malato.
- Alberto ed Elisa Comi, interpretati da Mauro Pescio e Cristina Barbagallo. Sono i genitori adottivi di Mathilde.
- Marco Tatti, interpretato da Flavio Altissimi. È l'ex militare incaricato per il depistaggio riguardo la morte di Angelo Pace.

## Produzione
La serie è diretta da Davide Marengo e Giuseppe Bonito, scritta da Carlo Mazzotta, Andrea Valagussa, Daniele Rielli e Giulio Calvani e prodotta da Rai Fiction e Cross Productions in collaborazione con IDM Film Commission Südtirol.

### Riprese
Le riprese sono state effettuate tra l'inverno 2021 e l'estate 2022 a Bolzano, in Trentino-Alto Adige, città in cui è ambientata la serie.